# Рогочана
Рогочана (хорв. Rogočana) — населений пункт у Хорватії, в Істрійській жупанії у складі міста Лабин.

## Населення
Населення за даними перепису 2011 року становило 143 осіб.
Динаміка чисельності населення поселення:

## Клімат
Середня річна температура становить 13,30 °C, середня максимальна – 25,87 °C, а середня мінімальна – 0,82 °C. Середня річна кількість опадів – 1050 мм.
| Клімат поселення                              | Клімат поселення | Клімат поселення | Клімат поселення | Клімат поселення | Клімат поселення | Клімат поселення | Клімат поселення | Клімат поселення | Клімат поселення | Клімат поселення | Клімат поселення | Клімат поселення | Клімат поселення |
| Показник                                      | Січ.             | Лют.             | Бер.             | Квіт.            | Трав.            | Черв.            | Лип.             | Серп.            | Вер.             | Жовт.            | Лист.            | Груд.            |                  |
| Середній максимум, °C                         | 9,46             | 9,17             | 12,23            | 15,28            | 20,41            | 24,72            | 25,87            | 25,67            | 21,17            | 16,70            | 11,97            | 9,35             |                  |
| Середня температура, °C                       | 5,28             | 5,00             | 8,05             | 11,11            | 16,22            | 20,56            | 22,98            | 22,78            | 18,28            | 13,81            | 9,08             | 6,45             |                  |
| Середній мінімум, °C                          | 1,10             | 0,82             | 3,88             | 6,92             | 12,05            | 16,36            | 20,08            | 19,88            | 15,38            | 10,92            | 6,18             | 3,56             |                  |
| Норма опадів, мм                              | 84               | 69               | 76               | 80               | 71               | 82               | 56               | 81               | 96               | 122              | 131              | 102              |                  |
| Середньомісячна швидкість вітру, м/с          | 2.92             | 3.14             | 3.19             | 3.05             | 2.74             | 2.62             | 2.58             | 2.60             | 2.72             | 3.01             | 3.24             | 3.18             |                  |
| Середньомісячна сонячна радіація, кДж/м²·день | 4571             | 7446             | 10728            | 15292            | 19508            | 21233            | 22187            | 19311            | 14243            | 9213             | 4996             | 3877             |                  |
| --------------------------------------------- | ---------------- | ---------------- | ---------------- | ---------------- | ---------------- | ---------------- | ---------------- | ---------------- | ---------------- | ---------------- | ---------------- | ---------------- | ---------------- |
| Джерело:                                      |                  |                  |                  |                  |                  |                  |                  |                  |                  |                  |                  |                  |                  |